# Cyclops scutifer
Cyclops scutifer – gatunek widłonoga z rodziny Cyclopidae, nazwa naukowa gatunku została po raz pierwszy opublikowana w 1863 roku przez norweskiego hydrobiologa Georga Ossiana Sarsa.